# Rångsjön, Hälsingland
Rångsjön är en sjö i Hudiksvalls kommun i Hälsingland och ingår i Delångersåns huvudavrinningsområde. Sjön är 9 meter djup, har en yta på 0,478 kvadratkilometer och befinner sig 54,2 meter över havet. Sjön avvattnas av vattendraget Duvnäsbäcken.

## Delavrinningsområde
Rångsjön ingår i det delavrinningsområde (685933-153820) som SMHI kallar för Utloppet av Rångsjön. Medelhöjden är 74 meter över havet och ytan är 6,42 kvadratkilometer. Räknas de 2 avrinningsområdena uppströms in blir den ackumulerade arean 16,92 kvadratkilometer. Duvnäsbäcken som avvattnar avrinningsområdet har biflödesordning 2, vilket innebär att vattnet flödar genom totalt 2 vattendrag innan det når havet efter 53 kilometer. Avrinningsområdet består mestadels av skog (53 procent), öppen mark (10 procent) och jordbruk (24 procent). Avrinningsområdet har 0,47 kvadratkilometer vattenytor vilket ger det en sjöprocent på 7,2 procent.